# Parti populaire catholique
Le Parti populaire catholique (néerlandais : Katholieke Volkspartij, KVP) est un ancien parti chrétien-démocrate néerlandais ayant existé entre 1945 et 1980. Durant tout son existence, ce parti est membre de la majorité et du gouvernement. Il fusionne en 1980 avec le Parti antirévolutionnaire et l'Union chrétienne historique pour former l'Appel chrétien-démocrate.

## Histoire

### 1945-1965
Le Parti populaire catholique (KVP) est fondé le 22 décembre 1945. Il est le prolongement du Parti d'État catholique-romain (RKSP) d'avant-guerre. Contrairement au RKSP, le KVP est ouvert aux gens de toutes confessions, mais reste soutenu principalement par des catholiques. Le parti adopte une ligne plus progressiste et plus moderne que son prédécesseur.
Lors des élections législatives de 1946, le parti remporte un tiers des voix et s'allie avec le Parti travailliste (PvdA) pour former un gouvernement de coalition. Cette coalition romaine-rouge dure jusqu'en 1956. Durant les deux premières années, Louis Beel, du KVP, dirige le gouvernement. Beel n'est toutefois pas le président du parti, une fonction exercée par Carl Romme de 1946 à 1961. Après les élections législatives de 1948, c'est le travailliste Willem Drees qui prend la tête du gouvernement. L'Union chrétienne historique (CHU) et le Parti populaire libéral et démocrate (VVD) rejoignent également le gouvernement qui dispose de la majorité des deux tiers. Le gouvernement se concentre sur la reconstruction de la société et de l'économie néerlandaises après les ravages de la Seconde guerre mondiale et accorde l'indépendance à l'Indonésie. Ce dernier point provoque une scission au sein du KVP, un petit groupe créant le Parti national catholique (KNP), une formation opposée à la fois à l'indépendance de l'Indonésie et à la coopération avec les travaillistes. Les partis se réunissent à nouveau en 1955 sous la pression de l'Église catholique.
Le KVP atteint son apogée entre 1958 et 1965. Il est alors la force politique dominante au gouvernement et tous les Premiers ministres sont issus de ses rangs. En 1958, le Cabinet Drees IV tombe et Louis Beel forme un gouvernement intérimaire comprenant le KVP, l'ARP et la CHU. Après les élections de 1959, le KVP forme un gouvernement de centre droit avec la CHU, l'ARP et le VVD, dirigé par Victor Marijnen. Ce gouvernement est actif dans une période de boom économique. Norbert Schmelzer devient le nouveau président du parti, actif comme Carl Romme au parlement et non au gouvernement. Le gouvernement chute toutefois en 1965 en raison d'un désaccord à propos de la radio-télévision néerlandaise. Le KVP et l'ARP forment alors un gouvernement avec le PvdA, dirigé par Jo Cals, une fois encore issu du KVP. Ce gouvernement chute lui aussi en raison de l'opposition de Norbert Schmelzer à sa politique financière. C'est la première chute d'un gouvernement qui a été retransmise en direct à la télévision. Un gouvernement intérimaire réunissant le KVP et l'ARP et dirigé par Jelle Zijlstra (ARP) est formé.

### 1965-1980
Les années 1965 à 1980 constituent une période de déclin, de crise et de dissidences pour le KVP. Les scores du parti commencent à décliner après 1966 en raison de la sécularisation de la société. Les catholiques sont moins nombreux et ne votent plus nécessairement pour un parti catholique.
Lors des élections législatives de 1967, le KVP perd 15 % de ses voix et huit sièges. Durant la campagne électorale, le KVP, l'ARP et la CHU avaient déclaré vouloir continuer à coopérer, la coopération avec le PvdA étant vue comme beaucoup moins importante. Cette position fâche l'aile gauche et jeune du KVP, y compris Ruud Lubbers, Jo Cals, Erik Jurgens et Jacques Aarden qui se qualifient eux-mêmes de Chrétiens radicaux. Après les élections, la promesse est respectée et le KVP forme un gouvernement avec ses anciens partenaires dirigé par Piet de Jong. Une partie des Chrétiens radicaux quittent le parti former le Parti politique des radicaux (PPR). Ce parti inclut trois députés élus en 1967. Lubbers et Cals restent toutefois au sein du KVP. Le nouveau parti s'allie avec le PvdA. Lors des élections de 1971, le KVP perd sept sièges supplémentaires et 18 % de ses voix. Le KVP se joint à nouveau à l'ARP, à la CHU et au VVD pour former un nouveau gouvernement de centre droite avec des dissidents de l'aile droite du PvdA réunis dans un nouveau parti, les Socialistes démocratiques 70 (DS'70). Le gouvernement est dirigé par Barend Biesheuvel (ARP). Le gouvernement chute en 1972 en raison de problèmes internes aux DS'70.
Lors des élections qui suivent en 1972, le KVP perd à nouveau huit sièges, n'en conservant que 27, soit 23 de moins qu'en 1963. Le gouvernement sortant n'est plus majoritaire au parlement et le KVP doit coopérer avec le PvdA et ses alliés du PPR et des Démocrates 66 (D66). Un gouvernement comprenant le PvdA, le PPR, les D66 et des membres progressistes du KVP et de l'ARP est formé. Le KVP détient le Ministère de la justice (Dries van Agt) et le Ministère de l'économie (Ruud Lubbers). Le KVP ne soutient pas officiellement ce gouvernement, dirigé par le travailliste Joop den Uyl. Le gouvernement tombe peu avant les élections législatives de 1977.
Durant les années 1970, le KVP se rend compte que s'il veut survivre, il doit trouver de nouvelles façons de coopérer. L'idée de former un grand parti démocrate-chrétien, comme la CDU allemande, est mise en pratique. En 1974, le KVP, l'ARP et la CHU forment une fédération, nommée Appel chrétien-démocrate (CDA). Lors des élections de 1977, le CDA remporte davantage de sièges que le KVP, l'ARP et le CHU n'en détenaient ensemble. Après les élections, Dries van Agt devient le premier Premier ministre du CDA. En 1980, les trois partis sont officiellement dissous au sein du CDA.

## Idéologie
Le KVP était un parti démocrate-chrétien, fondé sur la Bible et le dogme catholique.
En tant que tel, il soutenait une économie mixe: un État providence fort combiné avec le libre marché et une organisation corporatiste. Les syndicats et les organisations patronales devraient négocier les salaires dans un Conseil économique et social et réguler eux-mêmes certains secteurs économiques, sans intervention gouvernementale.
L'État devrait surveiller la moralité de la population: le divorce devrait être limité, les activités de loisir contrôlées (avec par exemple des horaires différents pour les hommes et les femmes dans les piscines) et la famille devrait être préservée. Les familles devraient être aidées par des mesures fiscales et avoir la possibilité de devenir propriétaires de leurs logements. 
Au niveau international, le KVP soutenait fortement l'intégration européenne et la coopération avec l'OTAN. Le parti avait adopté une position intermédiaire en matière de décolonisation: l'Indonésie et le Suriname devraient devenir des pays indépendants, mais à l'intérieur d'un Commonwealth néerlandais.

## Dirigeants
- Carl Romme (1945-1961)
- Wim de Kort (1961-1963)
- Norbert Schmelzer (1963-1971)
- Frans Andriessen (1971-1977)

## Résultats électoraux

### Seconde Chambre
| Année | Voix      | %    | Sièges   | Rang | Cabinet                                                        |
| ----- | --------- | ---- | -------- | ---- | -------------------------------------------------------------- |
| 1946  | 1 466 582 | 30,8 | 32 / 100 | 1er  | Beel I                                                         |
| 1948  | 1 531 154 | 31,0 | 32 / 100 | 1er  | Drees-Van Schaik (1948-1951) et Drees I (1951-1952)            |
| 1952  | 1 529 508 | 28,7 | 30 / 100 | 2e   | Drees II                                                       |
| 1956  | 1 815 310 | 31,7 | 49 / 150 | 2e   | Drees III (1956-1958) et Beel II (1958-1959)                   |
| 1959  | 1 895 914 | 31,6 | 49 / 150 | 1er  | De Quay                                                        |
| 1963  | 1 995 352 | 31,9 | 50 / 150 | 1er  | Marijnen (1963-1965), Cals (1965-1966) et Zijlstra (1966-1967) |
| 1967  | 1 822 904 | 26,5 | 42 / 150 | 1er  | De Jong                                                        |
| 1971  | 1 379 672 | 21,8 | 35 / 150 | 2e   | Biesheuvel I et II                                             |
| 1972  | 1 305 401 | 17,7 | 27 / 150 | 2e   | Den Uyl                                                        |

## Électorat
Le KVP était soutenu par des catholiques de toutes les classes sociales. Il était particulièrement puissant dans le Limbourg et le Brabant septentrional, deux régions catholiques du sud du pays où il obtenait à beaucoup d'endroits plus de 90 % des voix, mais également dans d'autres régions catholiques comme Twente, la Frise-Occidentale et la Flandre zélandaise.

## Sources
- (en) Cet article est partiellement ou en totalité issu de l’article de Wikipédia en anglais intitulé « Catholic People's Party » (voir la liste des auteurs).